# ロバート・ルーズベルト
ロバート・バーンヒル・ルーズベルト(Robert Barnhill Roosevelt、BarnhillはBarnwell とも、1829年8月7日 - 1906年6月14日)はアメリカ合衆国の政治家、作家。

## 家族
ニューヨークで生まれた。父はコーネリアス・ルーズベルト、母はマーガレット・バーンヒル(1799–1861)。3人の兄、サイラス、ジェームズ・アルフレッド・ルーズベルト、コーネリアス·ジュニア、さらに2人の弟セオドア·ルーズベルト·シニア、ウィリアムがいた。セオドア・ルーズベルト大統領の叔父、ファーストレディーエレノア・ルーズベルトの大叔父にあたる。
最初の妻エリザベス·エリスの死後、愛人でアイルランド移民マリオン·テレサ"ミニー"・O'Sheaと結婚した。ミニーとの子供は実の子供であるが、継子として知られ、ミニーとの結婚式前に生まれていた。彼らは、父はロバート·フランシス·フォーテスキューであるとして、フォーテスキュー姓であった。
エリザベスとの子供:
- マーガレット・バーンヒル・ルーズベルト
- ロバート・バーンヒル・ルーズベルト·ジュニア。[5] Sayvilleに購入した土地は、後にジョン·エリス·ルーズベルト・エステートとなった。[6]1987年にはアメリカ合衆国国家歴史登録財に指定された。[7]
- ジョン·エリス·ルーズベルト - 1879年にサミュエル· B・H・バンスの娘ナニー・ミッチェル・バンスと結婚した。

ミニーの子供:
- ケニヨン・フォーテスキュー - 弁護士となる。
- モーデス・フォーテスキュー
- グランビル・ローランド・フォーテスキュー

## 政治
法律を学び、1850年にニューヨーク州弁護士資格を取得し、ニューヨーク市で個人開業をした。南北戦争中、活動的民主党員であり、割当委員会、the Loyal National League創設者、であった。
最初の政治経験はTweed Ringであり、最初はチャールズG. Halpineと、Halpineの死後数年間、New York Citizen,の編集を行った。。Committee of 70 (New York City) を創設し、改革クラブの副会長を務めた。
第42回議会(1871年3月4日 - 1873年3月4日)に民主党員として選出された。反タマニー・ホール民主団体の圧力により、タマニー・ホールが指名を承認せざるを得なくなるも、その措置を非難し、後にタマニー・ホールの解体に尽力した。
グロバー・クリーブランド大統領により、オランダ駐在大使に任命され、1888年から1890年まで務めた。1892年に民主党全国委員会出納係を務めた。ニューヨーク市会議員時代には、1879年から1882年までニューヨーク市及びブルックリン橋管財人を務めた。ニューヨーク市の火災保険や健康部門の確立に尽力した。
釣り人かつ自然保護活動家でもあった。gameでの無差別虐殺を抑制するためにいくつかのクラブを組織した。甥セオドア·ルーズベルトの自然保護活動は彼の影響と言われている。1867年にニューヨーク州漁業委員会を設立し、委員となり、1868年から1888年まで無給で務めた。彼が主導した委員会の報告書の影響で、他の州で同様の委員会が設立された。数年間、the Fish Culture Association、an association for the protection of game, of the New York Sportsman's Club, and of the International Association for the Protection of Gameの会長、さらに、アメリカ科学振興協会会員でもあった。下院議員として、United States Fish Commission創設法案を提出した。

## 作家として
オスカー・ワイルドなどの人気作家の友人だった。時々、BarnwellやIra Zellなどの偽名を使用した。 著作:
- Superior Fishing; or The Striped Bass, Trout, Black Bass and Bluefish of the Northern States.
- Game Fish of the Northern States and British Provinces.
- Game Birds of the North (1866)
- Superior Fishing (1866)
- Florida and the Game Water Birds (1868)
- Five Acres Too Much, a satire provoked by Edmund Morris's Ten Acres Enough (1869)
- Progressive Petticoats, a satire on female physicians (1871)

He edited Political Works of Charles G. Halpine, supplying a memoir (1869).
1906年6月14日にニューヨーク州サフォーク郡Sayvilleで死亡し、ブルックリン区グリーンウッド墓地に埋葬された。